# Miraflores, Veracruz
Miraflores är en ort i Mexiko.   Den ligger i kommunen Atoyac och delstaten Veracruz, i den sydöstra delen av landet, 250 km öster om huvudstaden Mexico City. Miraflores ligger 899 meter över havet och antalet invånare är 139.
Terrängen runt Miraflores är varierad. Runt Miraflores är det ganska tätbefolkat, med 222 invånare per kvadratkilometer. Närmaste större samhälle är Córdoba, 14,2 km sydväst om Miraflores. Trakten runt Miraflores består till största delen av jordbruksmark.